# Xenia elongata
Xenia elongata is een zachte koraalsoort uit de familie Xeniidae. De koraalsoort komt uit het geslacht Xenia. Xenia elongata werd in 1846 voor het eerst wetenschappelijk beschreven door Dana. 